# Tahkuna-vuurtoren
De Tahkuna-vuurtoren (Ests: Tahkuna tuletorn) is een vuurtoren gelegen op het schiereiland Tahkuna op het eiland Hiiumaa, in Estland.  De vuurtoren wordt beheerd door de stichting Hiiumaa-museum.
De bouw van de vuurtoren begon in 1873. De vuurtoren heeft een metalen constructie, ontworpen door de Britse architect Alexander Gordon. De geprefabriceerde structuur van de vuurtoren werd in 1873 in Frankrijk gemaakt en in 1875 op de huidige locatie opgebouwd. De vuurtoren is 42,6 meter hoog en is daarmee de hoogste vuurtoren in Estland. 
Pikk Maja · Kassari-museum · Mihkli-boerderijmuseum · Rudolf Tobias-huismuseum · Tahkuna-vuurtoren